# Лукас Сакеларопулос
Лукас Александру Сакеларопулос (на гръцки: Λουκάς Αλεξάνδρου Σακελλαρόπουλος) е гръцки офицер и революционер, деец на Солунския комитет на гръцката въоръжена пропаганда в Македония от началото на XX век, политик венизелист.

## Биография
Роден е в 1882 година. Завършва Военното гвардейско училище. Под името Александру взима участие в Гръцката пропаганда в Македония и е деец на Солунския комитет. Обявен е за агент от първи ред. След това взима участие в Балканските войни (1912 - 1913), Първата световна война (1917 - 1918) и Гръцко турската война (1919 - 1922).
След войните е избран за депутат от Егялия в 1923 година, а след това за сенатор на Ахеоилида за периода 1929 - 1935 година.
В правителството на Стилианос Гонатас служи като министър на транспорта и временно на пощата, телеграфите и телефоните от 1922 до 1924 година.
От януари до април 1945 година е министър на благоустройството, и временно на транспорта и пощата на телеграфите и телефоните в правителството на Николаос Пластирас. Служи като министър без портфейл, изпълняващ длъжността заместник министър-председател в правителството на Пластирса. На 6 май 1950 година отговорностите на министър-председателя за Генералния секретариат на туризма са прехвърлени на Сакеларопулос.
Умира в Атина и е погребан на 29 април 1958 година в Първо атинско гробище.